# Rice-Gates House

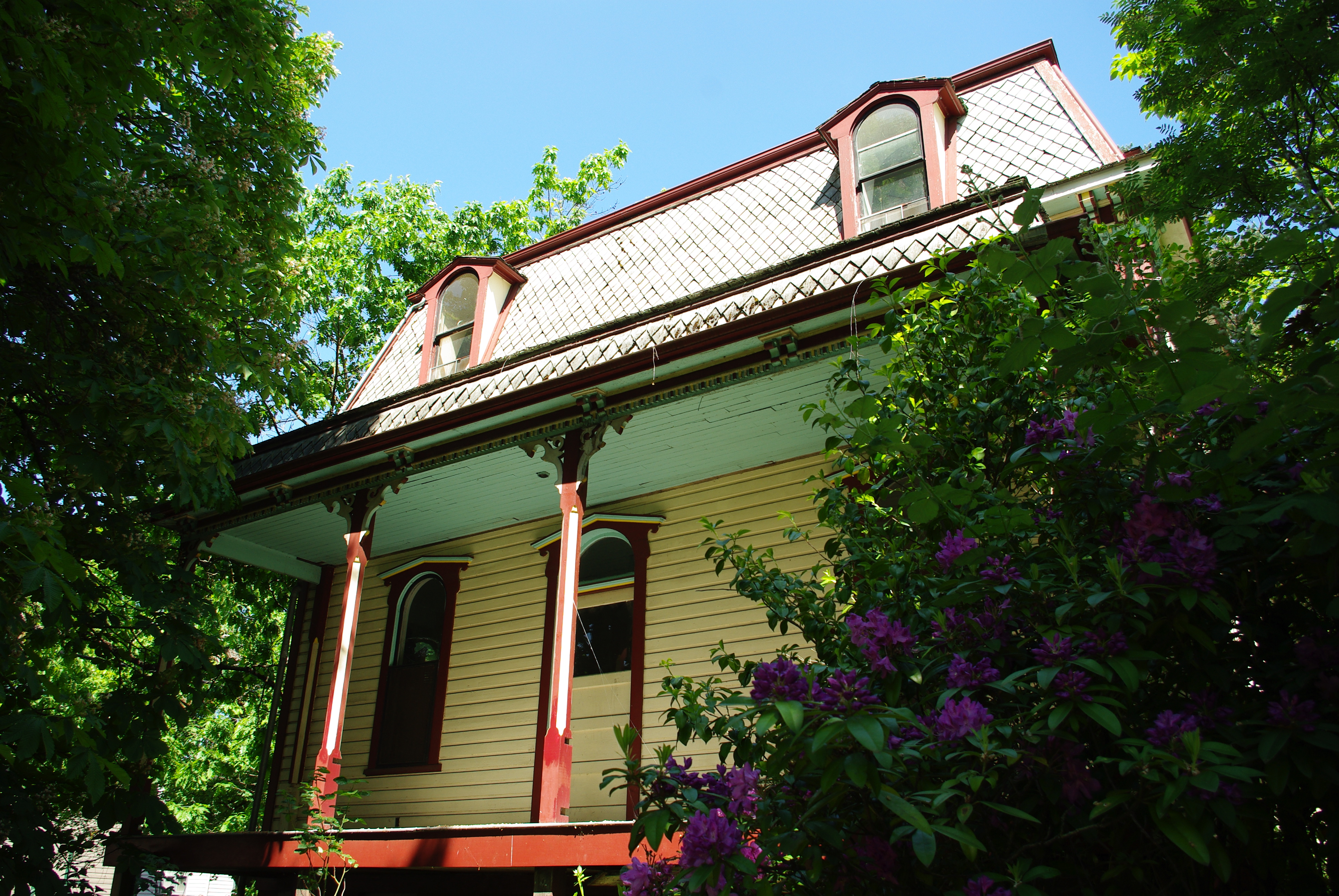
Vorderseite des Gebäudes (2008)

Das Rice-Gates House ist ein historisches privates Wohnhaus an der Southeast Walnut Street im Zentrum von Hillsboro in Oregon, Vereinigte Staaten. Das 1890 fertiggestellte Bauwerk im Second Empire ist zweistöckig und verfügt über ein Mansarddach. Das aus Holz gebaute Haus wurde am 8. September 1980 in das National Register of Historic Places eingetragen.

## Geschichte
Der Rechtsanwalt William J. Rice ließ sich 1890 ein neues zweistöckiges Haus errichten, das sich damals südlich des Zentrums von Hillsboro befand. Er verkaufte es 1903 an Harry V. Gates, einem früheren Abgeordneten im Parlament Oregons. Gates verkaufte es seinerseits 1911 an seinen Sohn Oliver B. Gates, blieb aber weiter in dem Haus wohnen. Beide lebten bis 1927 darin.

## Details

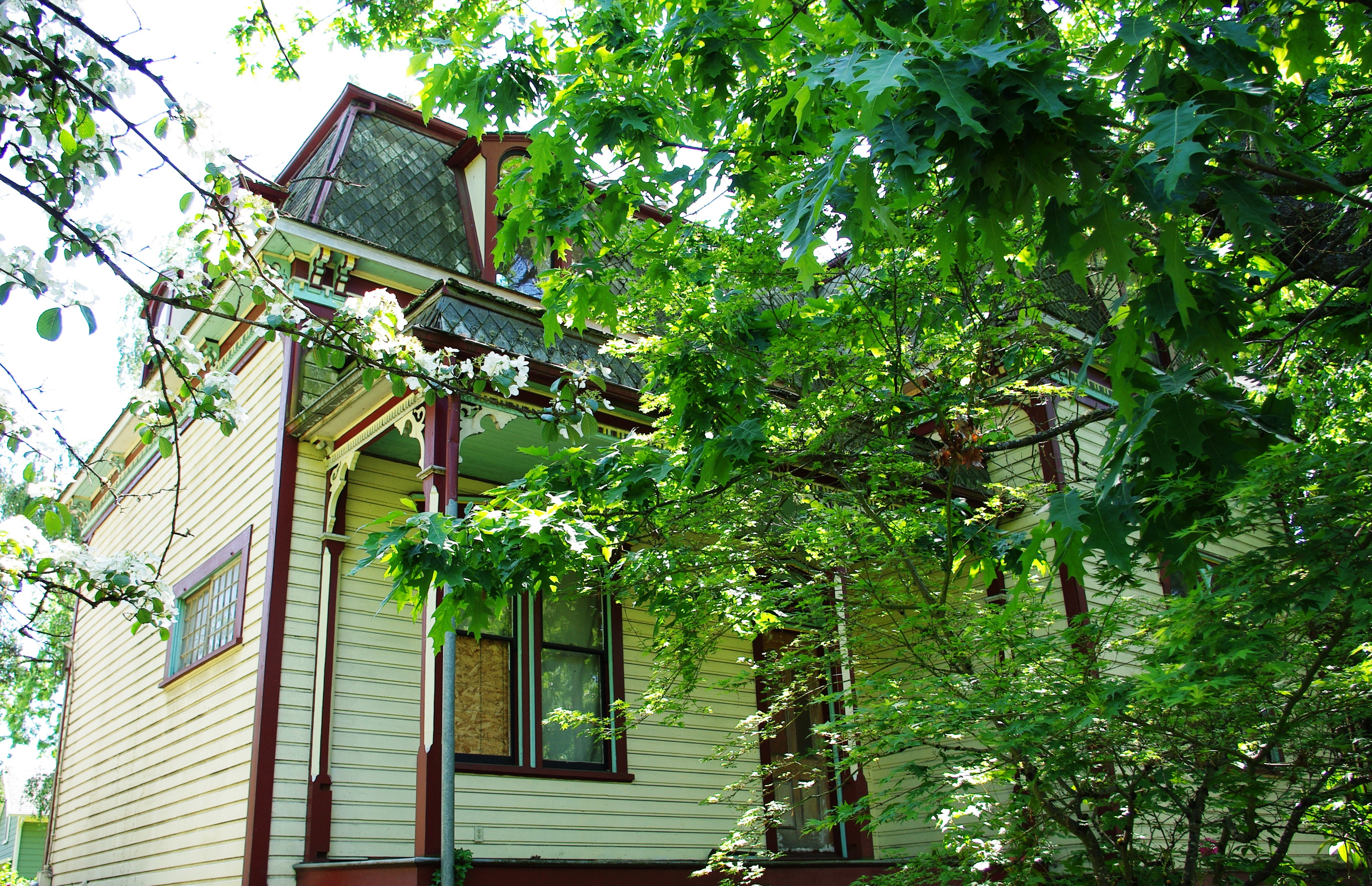
Blick auf die nördliche und östliche Fassade des Hauses (2008)

Das Haus ist im Stil des Second Empire erbaut und das Mansarddach ist mit diamantförmigen Schindeln gedeckt. Das ist durch ein eingebettetes Gesims von der Fassade abgesetzt, Ziergiebel schmücken die Vorderseite der Dachgauben, die Dachtraufe ist paarweise mit Auskragungen versehen. Die Fenster des Hauses sind an der Oberkante mit einem Bogen abgeschlossen, ein Gesims befindet sich oberhalb jedes Fensters. Die Konstrukteure des L-förmigen Hauses verwendeten bei dem zweistöckigen Bauwerk die Bauart des balloon framing, wobei das Bauholz lang genug war, um vom Sockel bis zum Dach des Hauses statt nur bis zum Boden des nächsten Geschosses zu reichen.
Die seitliche Verkleidung des Bauwerks besteht aus horizontalen Holzbrettern, die gelb gestrichen sind, wobei farbliche Akzente in burgunderrot und aquamarinblau gesetzt sind. Weiteres Merkmal der äußeren Gestaltung sind Pfosten mit Auslegern und Laubsägearbeiten. Um das Haus laufen drei Veranden, von denen jede mit einem zum Hauptdach passenden Mansarddach überdeckt wird. Eine dieser Veranden ist als Wintergarten angelegt und mit Fenstern umschlossen, die beiden anderen haben offene Arkaden, die das Dach stützen. Die Pfosten sind im oberen Bereich mit detaillierten Verschnörkelungen verziert. In manchen Bereichen des Hauses sind die Fenster paarweise gesetzt. und der Haupteingang liegt unter einem gebogenen Kämpferfenster, über dem sich ein Gesims befindet.
Der Keller ist aus Backsteinen gemauert, die im Läuferverband verlegt sind, wobei ein Großteil des Kellergeschosses über dem Grund liegt. Die horizontalen Bretter, mit denen die Fassade im Erdgeschoss verkleidet ist, zieht sich bis in das Obergeschoss, der Rest wird durch das steil ansteigende Mansarddach bedeckt. Das Bauwerk verfügt über zwei innenliegende Backsteinkamine, auf denen Kapitellkonsolen sitzen. Bei den Fenstern handelt es sich um einfache Aufziehfenster, die von unten her geöffnet werden. Die Türen und Fenster sind in ähnlicher Weise gestaltet, wie die Pfosten der Veranden.